# Hochei pe gheață la Jocurile Olimpice
Hocheiul pe gheață a fost introdus în programul olimpic la Jocurile Olimpice de vară din 1920 de la Antwerp, apoi a fost transferat permanent la Jocurile Olimpice de iarnă.

## Clasament pe medalii
Actualizat după Jocurile Olimpice de iarnă din 2014.
| Loc | Țară                             | Aur | Argint | Bronz | Total |
| --- | -------------------------------- | --- | ------ | ----- | ----- |
| 1   | Canada (CAN)                     | 13  | 5      | 2     | 20    |
| 2   | Uniunea Sovietică (URS)          | 7   | 1      | 1     | 9     |
| 3   | Statele Unite ale Americii (USA) | 3   | 11     | 2     | 16    |
| 4   | Suedia (SWE)                     | 2   | 4      | 5     | 11    |
| 5   | Cehia (CZE)                      | 1   | 0      | 1     | 2     |
| 5   | Marea Britanie (GBR)             | 1   | 0      | 1     | 2     |
| 7   | Echipa Unificată (EUN)           | 1   | 0      | 0     | 1     |
| 8   | Cehoslovacia (TCH)               | 0   | 4      | 4     | 8     |
| 9   | Finlanda (FIN)                   | 0   | 2      | 6     | 8     |
| 10  | Rusia (RUS)                      | 0   | 1      | 1     | 2     |
| 11  | Elveția (SUI)                    | 0   | 0      | 3     | 3     |
| 12  | Germania (GER)                   | 0   | 0      | 1     | 1     |
| 12  | Germania de Vest (FRG)           | 0   | 0      | 1     | 1     |

## Sportivii cei mai medaliați
| Sportiv             | Țară   | Perioadă  | Aur | Argint | Bronz | Total |
| Hayley Wickenheiser | Canada | 1998–2014 | 4   | 1      | 0     | 5     |
| Jayna Hefford       | Canada | 1998–2014 | 4   | 1      | 0     | 5     |
| Caroline Ouellette  | Canada | 2002–2014 | 4   | 0      | 0     | 4     |